# Prêmio Estatal da URSS

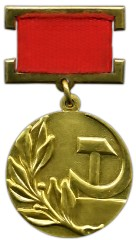
Imagem da medalha do Prêmio Estatal da URSS

O Prêmio Estatal da URSS ou Prêmio do Estado da URSS (em russo: Государственная премия СССР) foi uma condecoração instituída em 9 de setembro de 1966, a principal honraria da extinta União Soviética. Não deve ser confundido com o Prêmio Lenin.
Com o nome de Prêmio Stalin do Estado, foi concedida entre 1941 e 1954, embora algumas fontes citam incorretamente 1952 como o último ano em que foi conferido . Com a desestalinização da União Soviética, todas as referências a Stalin foram removidas. O prêmio foi modificado e os antigos ganhadores do Prêmio Stalin foram convidados a devolvê-los e subistituí-los  para a entrega do Prêmio de Estado da URSS.
O Prêmio de Estado foi conferido em graus (primeiro, segundo e terceiro), anualmente, para vários indivíduos nas áreas de ciências, matemática, literatura, artes e arquitetura, a fim de homenagear grandes realizações nessas áreas, pelo significado do progresso para a União Soviética ou o avanço do socialismo. Muitas vezes, o prêmio foi concedido por um trabalho específico.
Cada república soviética possuía seu próprio Prêmio Estatal. Cada república conferia prêmios que mantinham semelhança com o prêmio do Estado, não necessariamente em todas as áreas do conhecimento que foram abrangidas por este último . Além disso, a premiação usou nomes de escritores e artistas da república para a sua designação oficial.

## Vencedores do Prêmio Stalin do Estado emCiênciaeEngenhariapor ano

### 1941
- Abraham Alikhanov: Física
- Alexander Evseevich Braunstein: Bioquímica
- Nikolai Burdenko: Neurocirurgia
- Mikhail Gurevich: Engenharia Aeronáutica
- Sergey Ilyushin: Engenharia Aeronáutica
- Aleksandr Khinchin: Matemática
- Andrey Kolmogorov: Matemática
- Semyon Lavochkin: Engenharia Aeronáutica
- Mikhail Loginov: Design de artilharia
- Trofim Lysenko: Biologia
- Dmitri Maksutov: Astronomia óptica
- Vladimir Obruchev: Geologia
- Evgeny Paton: Solda Elétrica
- Nikolai Polikarpov: Engenharia Aeronáutica
- Nikolay Semyonov: Físico-Química
- Sergei Sobolev: Matemática
- Alexey Shchusev: Arquitetura
- Alexander Sergeyevitch Yakovlev: Engenharia Aeronáutica
- Ivan Matveyevitch Vinogradov: Matemática
- Semyon Volfkovitch: Química
- Nikolai Ponomarev: Óptica Astronômica

### 1942
- Aleksandr Danilovich Aleksandrov: Matemática
- Nicholas Astrov: Engenharia de carros de combate
- Ivan Grave: artillery, por seu trabalho em Balística em espaços semifechados
- Sergey Ilyushin: Engenharia Aeronáutica
- Mstislav Keldysh: Matemática
- Isaak Kikoin: Física
- Mikhail Koshkin: Engenharia de carros de combate
- Leonid Mandelstam: Física
- Sergei Rubinstein: Psicologia
- Aleksandr Aleksandrovich Shmuk: Bioquímica
- Alexander Vasilyevich Vishnevsky: Cirurgia
- Alexander Sergeyevich Yakovlev: Engenharia Aeronáutica
- Nikolay Zelinsky trabalhos em Química orgânica
- Bardin Ivan Parlovich [1]
- Ivan Plotnikov: inventor do couro artificial

### 1943
- Nicholas Astrov: Engenharia de carros de combate
- Sergey Ilyushin: Engenharia Aeronáutica
- Ivan Knunyants: Química
- Feodosy Krasovsky: Astronomia
- Semyon Lavochkin: Engenharia Aeronáutica
- Nikolai Nikolaevich Polikarpov: Engenharia Aeronáutica
- Sergey Ivanovich Vavilov: Física
- Vladimir Vernadsky: Mineralogia e Geoquímica
- Yakov Borisovich Zel'dovich: segundo grau, Física – por trabalhos em combustão e detonação
- Mustafa Topchubashov : general Cirurgia

### 1944
Prêmios deste ano foram dados em 1946

### 1945
Prêmios deste ano foram dados em 1946

### 1946
- Pavel Alekseyevich Cherenkov: Física
- Viktor Hambardzumyan: Astrofísica
- Sergey Ilyushin: Engenharia Aeronáutica
- Eugen Kapp: Composição Musical
- Mstislav Keldysh: Matemática
- Lev Landau: Física
- Semyon Lavochkin: Engenharia Aeronáutica
- Lazar Lyusternik: Matemática
- Dmitri Maksutov: primeiro grau, Óptica Astronômica
- Anatoly Ivanovich Malcev: segundo grau, pelas pesquisas sobre Grupos de Lie
- Vasily Sergeevich Nemchinov: Matemática
- Pelageya Polubarinova-Kochina: Matemática
- Alexander Sergeyevich Yakovlev: Engenharia Aeronáutica
- Sergey Ivanovich Vavilov: Física
- Leo Silber: Imunologia
- Yevgeny Tarle: História
- Boris Zbarsky, Bioquímica
- Nikolay Zelinsky trabalhos em Química de proteínas

### 1947
- Manfred von Ardenne: pelo microscópio eletrônico de mesa
- Georgy Beriev: Engenharia Aeronáutica
- Nikolay Bogolyubov: Matemática
- Grigory Eisenberg
- Mikhail Gurevich: Engenharia Aeronáutica
- Sergey Ilyushin: Engenharia Aeronáutica
- Artem Mikoyan: Engenharia Aeronáutica
- Alexander Sergeyevich Yakovlev: Engenharia Aeronáutica

### 1948
- Nikolai Bernstein: Neurofisiologia
- Alexander Gapeev: Geologia
- Mikhail Gurevich: Engenharia Aeronáutica
- Artem Mikoyan: Engenharia Aeronáutica
- Semyon Lavochkin: Engenharia Aeronáutica
- Alexander Sergeyevich Yakovlev: Engenharia Aeronáutica

### 1949
- Mikhail Gurevich: Engenharia Aeronáutica
- Mikhail Kalashnikov: Engenharia
- Leonid Kantorovich: Matemática
- Boris Kurchatov: Radioquímica
- Artem Mikoyan: por Engenharia Aeronáutica
- Nikolaus Riehl: primeira classe, por contribuições ao programa nucleafr soviético
- Yakov Borisovich Zel'dovich: primeiro grau, Física – por trabalhos especiais (atualmente tecnologia nuclear)

### 1950
- Viktor Hambardzumyan: Astrofísica
- Sergey Ilyushin: Engenharia Aeronáutica
- Eugen Kapp: Composição Musical
- Vladimir Obruchev: Geologia
- Aleksei Pogorelov: Matemática
- Dmitri Skobeltsyn: Física
- Ilia Vekua: Matemática
- Mstislav Leopoldovich Rostropovich: Musicista
- Sviatoslav Teofilovich Richter : Musicista

### 1951
- Peter Adolf Thiessen: primeiro grau, por técnicas de enriquecimento de urânio
- Sergey Ivanovich Vavilov: Física
- Boris Vannikov: administração do programa nuclear soviético
- Viktor Vinogradov: filologia
- Yakov Borisovich Zel'dovich: primeiro grau, Física – por trabalhos especiais
- Heinz Barwich: segundo grau, Física
- Gustav Ludwig Hertz: segundo grau, Física
- Yuri Krutkov: segundo grau, Física
- Ding Ling: segundo grau, Literatura por "The Sun Shines Over Sanggan River" [2]

### 1952
- Ashot Satian: Poema Sinfônico vocal "Canções do Vale de Ararat" (1950)
- Viktor Arkadyevich Bely: Composição Musical
- Pavel Alekseyevich Cherenkov: Física
- Sergey Ilyushin: Engenharia Aeronáutica
- Eugen Kapp: Composição Musical
- Feodosy Krasovsky
- Marie Podvalová: performance musical
- Leon Theremin: pela invenção de equipamentos de espionagem
- Sergey Ivanovich Vavilov: Física
- Ivan Efremov, por Tafonomia e Geocronologia
- Yury Nikolaevich Savin: segundo grau, pela monografia Concentração de estresse em torno de buracos
- Il'ya Il'ich Chernyaev: primeiro grau Química
- Boris K. Schischkin e dois outros; por Flora da URSS (Botânica)
- Lev Landau, Naum Meiman, Isaak Khalatnikov: segundo grau, pelo bomba atômica soviética

### 1953
- Manfred von Ardenne: primeiro grau, por contribuiçõess ao projeto da bomba atômica soviética
- Nikolay Bogolyubov: Física
- Vitaly Ginzburg: primeiro grau, Física
- Eduard Haken: Música
- Bruno Pontecorvo: Física
- Vasily Vladimirov: Matemática
- Yakov Borisovich Zel'dovich: primeiro grau, Física – por trabalhos especiais

### 1954
- Andrei Sakharov: primeiro grau, Física
- Strela computer: primeiro grau, ( V. Alexandrov, Yu. Bazilevsky, D. Zhuchkov, I. Lygin, G. Markov, B. Melnikov, G. Prokudayev, Bashir Rameev, N. Trubnikov, A. Tsygankin, Yu. Shcherbakov, L. Larionova (Александров В. В., Базилевский Ю. Я., Жучков Д. А., Лыгин И. Ф., Марков Г. Я., Мельников Б. Ф., Прокудаев Г. М., Рамеев Б. И., Трубников Н. Б., Цыганкин А. П., Щербаков Ю. Ф., Ларионова Л.А.))
- Igor Tamm: Física
- Igor Kurchatov: Física